# Петрикози (Опочинський повіт)
Петрикози (пол. Petrykozy) — село в Польщі, у гміні Білачув Опочинського повіту Лодзинського воєводства.
Населення — 528 осіб (2011).
У 1975-1998 роках село належало до Пйотрковського воєводства.

## Демографія
Демографічна структура станом на 31 березня 2011 року:
|          | Загалом | Допрацездатний вік | Працездатний вік | Постпрацездатний вік |
| -------- | ------- | ------------------ | ---------------- | -------------------- |
| Чоловіки | 274     | 54                 | 190              | 30                   |
| Жінки    | 254     | 39                 | 143              | 72                   |
| Разом    | 528     | 93                 | 333              | 102                  |